# Eva Sadková
Eva Sadková (16. července 1931 Praha – 7. dubna 2000 Praha) byla česká filmová a zejména televizní režisérka a scenáristka.

## Život
Vystudovala režii na Divadelní fakultě Akademie múzických umění v Praze a od roku 1954 pracovala jako režisérka dramatických pořadů v Československé televizi.

## Filmografie

### Režie
Režírovala 2 kinematografické snímky, z nichž ten druhý (krimi 5 milionů svědků) se odehrává v jím dobře známém prostředí televize. Především se však věnovala televizním inscenacím, jichž natočila okolo 150:
- 1966 – Ministerstvo strachu
- 1966 – Kříšťálová noc
- 1967 – Zločin lorda Savila
- 1970 – Romanetto
- 1974 – Půlpenny
- 1974 – Konec semestru
- 1982 – Obyčejná historie

Pohostinsky režírovala též několik představení v pražských divadlech.

### Scénář
- 1994 – Nespavost ve dvou
- 1991 – Erotický triptych
- 1991 – Ten lokaj
- 1982 – Obyčejná historie
- 1967 – Po francouzsku
- 1979 – Jak je důležité míti Filipa
- 1966 – Křišťálová noc
- 1965 – Pět miliónů svědků
- 1964 – Dvanáct